# Lilla Hansen
Pour les articles homonymes, voir Hansen.
Lilla Georgine Hansen, née le 1er avril 1872 à Oslo et morte le 11 juin 1962 à Oslo, est une architecte norvégienne. Elle est la première femme à exercer en tant qu'architecte en Norvège.

## Biographie

### Formation
Georgine Marie Hansen naît à Kristiania (aujourd'hui Oslo), en Norvège. Elle est la fille de Georg Martin Hansen (1828-1915) et de Maren Paulowna Victoria Bülow (1838-1898). Elle étudie à l'École Royale de Dessin (aujourd'hui l'École nationale des arts d'Oslo) avec Herman Major Schirmer, et obtient son diplôme en 1894. Elle termine sa formation d'architecte à Bruxelles auprès de Victor Horta. Elle effectue également des stages en architecture auprès des architectes Halfdan Berle Oslo et Martin Nyrop à Copenhague. 

### Carrière
La première réalisation connue de Lilla Hansen est une cabane à Frønsvollenin Nordmarka, répertoriée en 1902 pour le fabricant de tabac Nicolai Andresen. Elle conçoit par la suite la maison d'été du professeur Theodor Frølich à Nesøya datant de 1903. À Asker, en 1910, elle a dessine le bâtiment principal de la ferme de Hval pour le propriétaire du domaine. En 1912, elle a conçu une villa à Trosterudveien 10 à Aker dans le romantisme national norvégien pour Lil et Nils Roede. Lilla Hansen crée son propre cabinet en 1912. Elle conçoit un certain nombre de grandes villas ainsi qu'un hôpital et des logements étudiants pour les femmes.
En 19121, Lilla Hansen se fait connaitre grâce au premier prix du concours d'architecture qu'elle remporte pour le complexe Heftyeterrassen, un ouvrage de style néo-baroque, à Oslo.

## Principales réalisations
- Maison d'été de Theodor Frolich à Nesoya, 1903
- Manoir Hval gard pour Wilhem Roede, 1910
- Villa à Oslo pour L. et N. Roede, 1911
- Immeuble du Thomas Heftyes gate 42, 1912
- Sanatorium à Tolga, 1932

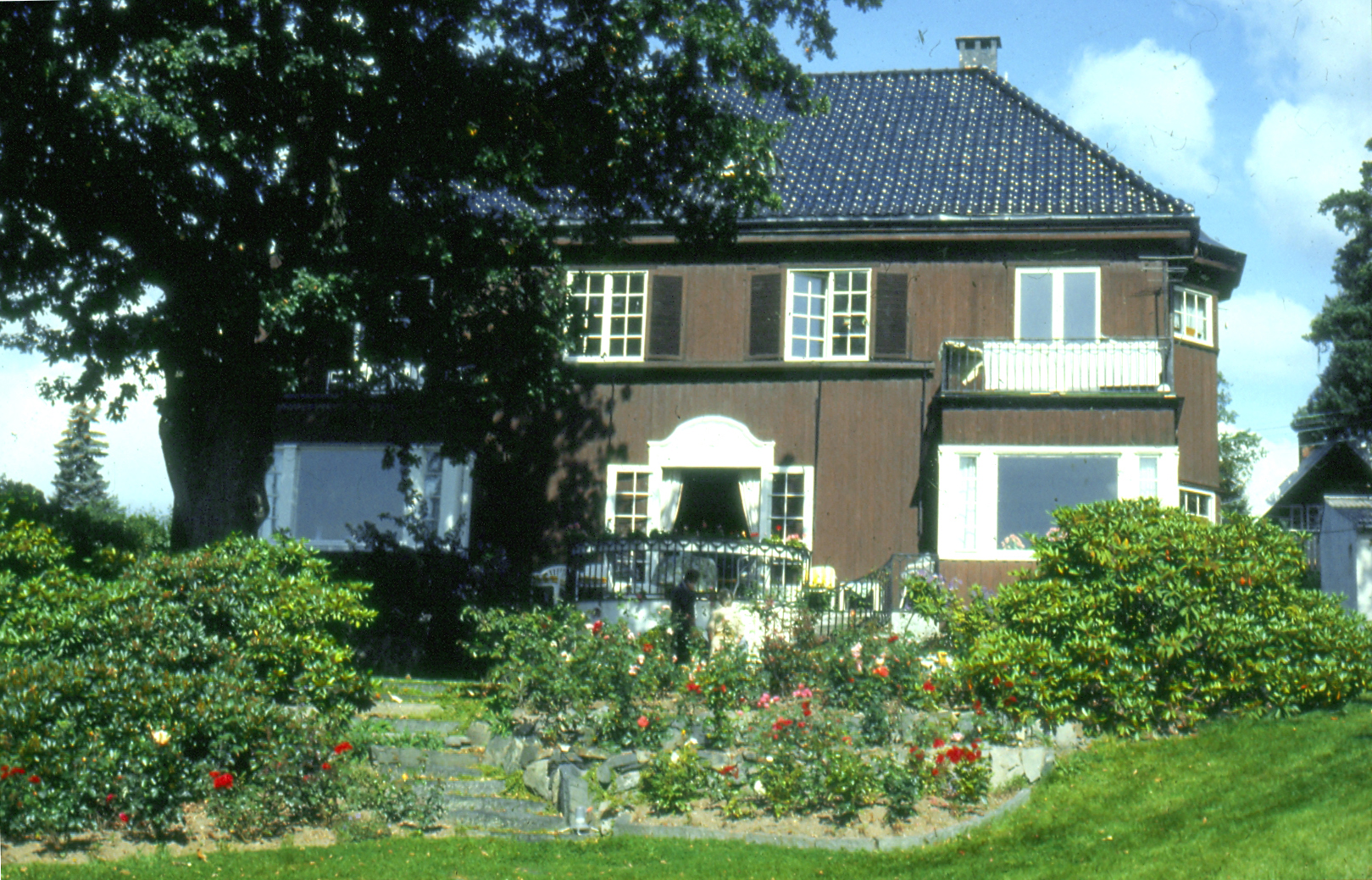
Trosterudveien 10, Oslo
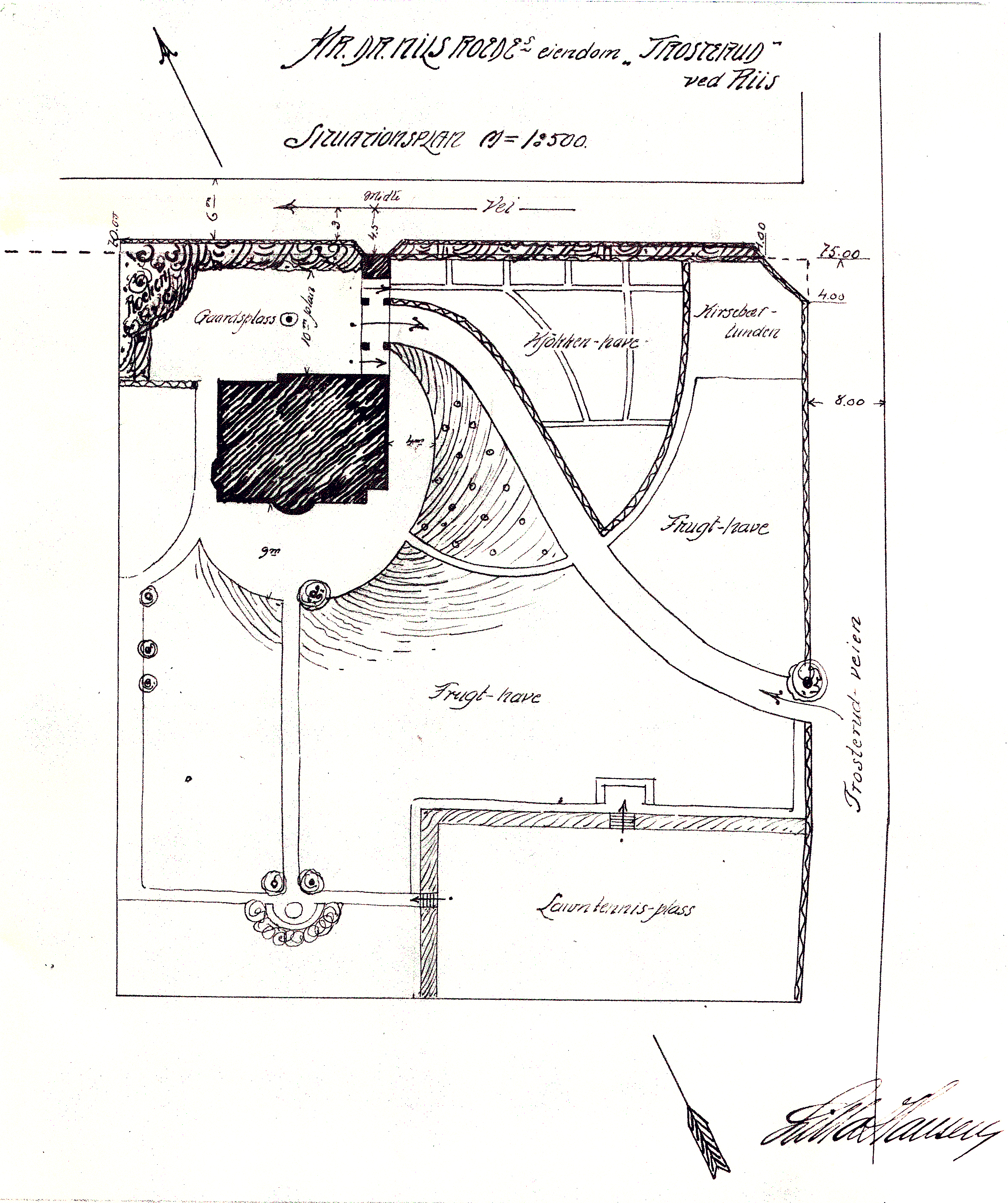
Plan du Trosterudveien 10
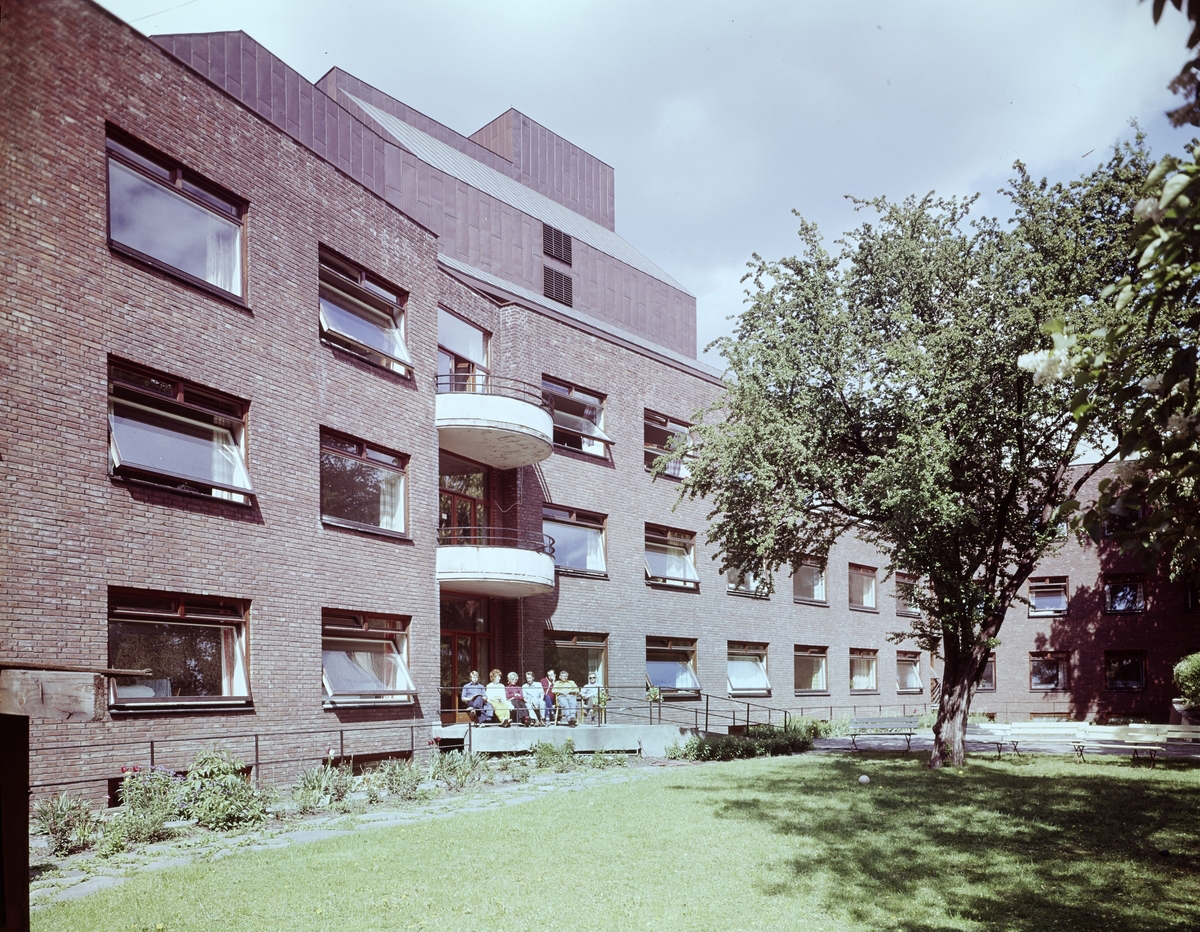
L'hôpital d'Oslo pour les maladies rhumatismales, construit en 1938 et démoli en 2017
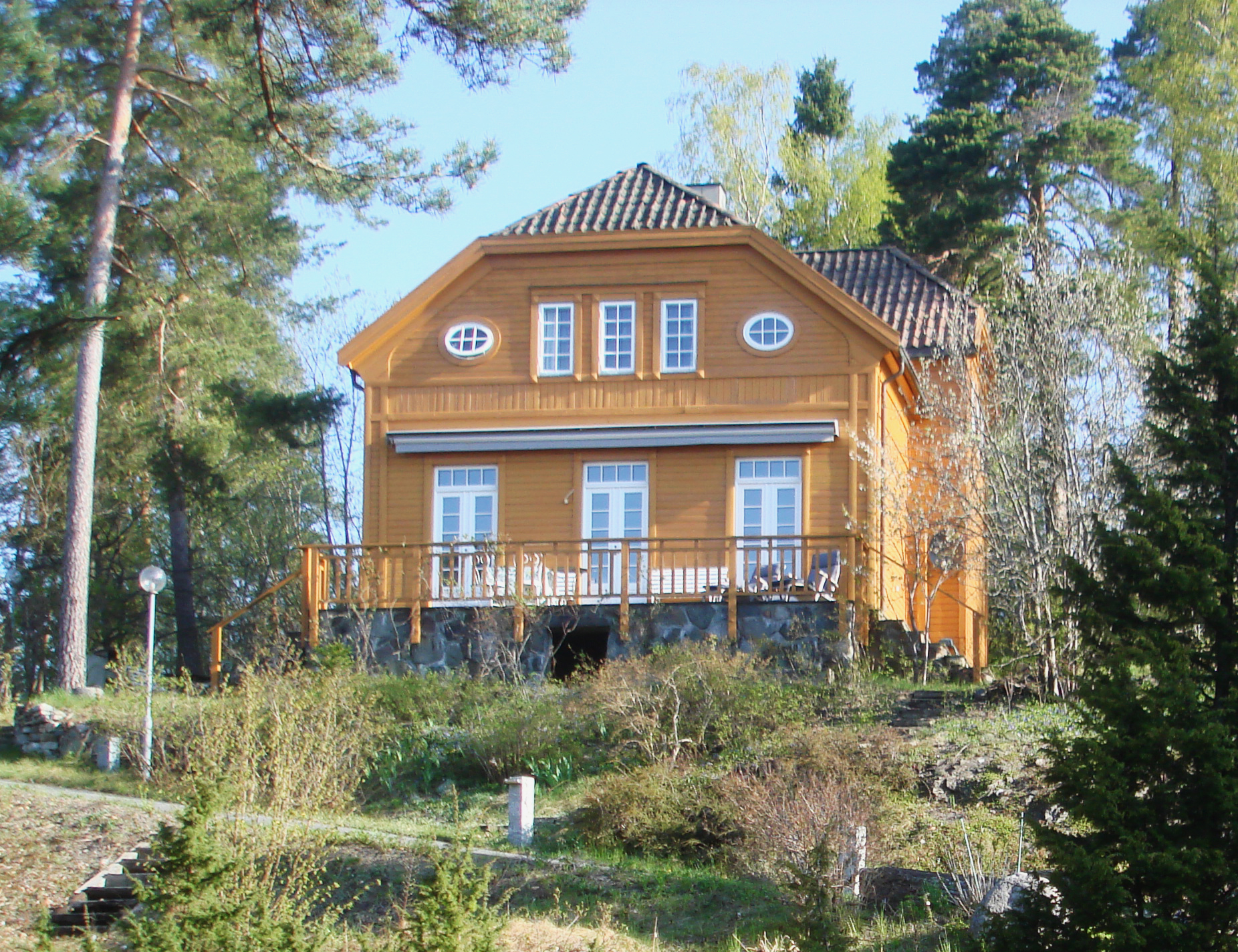
Vestre vei 93 A, Nesøya